# Augsburger Kanumuseum
Das Augsburger Kanumuseum wurde 2003 am Eiskanal, einer Kanustrecke im Süden der bayerischen Großstadt Augsburg, eröffnet und widmet sich in seiner umfangreichen Ausstellung der Geschichte des Kanusports in der Fuggerstadt.

## Geschichte
Am Eiskanal, einer großen Kanu- und Wildwasserstrecke, die anlässlich der Olympischen Sommerspiele 1972 in München erbaut wurde, bot sich mit den ehemaligen Wettkampfbüros, die seit einigen Jahren nicht mehr genutzt wurden, eine passende Räumlichkeit für die Einrichtung eines Kanumuseums, das schon seit längerer Zeit geplant war.
Das Museum wurde im Frühjahr und Sommer 2003 von drei Experten im Bereich des Kanusports, Gerd Liegel, Erwin Wollenschläger und Gerd Walter vom Augsburger Kajak-Verein beziehungsweise von Kanu Schwaben Augsburg, der Kanusportabteilung des TSV Schwaben Augsburg, ins Leben gerufen. Das Museum ist ausgestattet mit vielen Exponaten, welche die drei schon über einen längeren Zeitraum zu diesem Zweck gesammelt hatten. Am 17. Juli 2003 wurde das Museum im Beisein des Alt-Oberbürgermeisters Hans Breuer eröffnet.

## Ausstellung
Über mehrere Etagen erstreckt sich die umfangreiche Exponatensammlung des Kanumuseums, das sich thematisch nicht nur mit dem Kanusport an sich und den dazugehörigen Sportgeräten befasst, sondern auch mit der Geschichte der Sportart in Augsburg, das nach wie vor als „Kanu-Hauptstadt Deutschlands“ gilt. So fanden in der Fuggerstadt unter anderem vier Kanu-Weltmeisterschaften (1957, 1985, 2003 und 2022) sowie die Kanuwettbewerbe der Olympischen Sommerspiele 1972 statt. Diesen Großereignissen wurden eine eigene Abteilung in der Ausstellung gewidmet.
Ein ganz besonderes Ausstellungsstück spendete Thomas Schmidt, Olympiasieger von 2000: Er hatte sich für die Olympischen Spiele in Athen (2004) an der Hochschule Augsburg selbst ein Kanuslalom-Boot gebaut. Dieses Unikat überließ er am 26. Juni 2007 dem Kanumuseum.
Ein großes Augenmerk legt das Museum daneben außerdem auf Personen, die sich um den Kanusport verdient gemacht haben – egal ob als Sportler oder in anderer Weise.

## Lage
Das Kanumuseum befindet sich im Augsburger Planungsraum Spickel-Herrenbach im Südosten der Innenstadt am Ufer des Lechs und ist mit verschiedenen Stadtbuslinien der Stadtwerke Augsburg sowie über den nahe gelegenen Bahnhof Augsburg-Hochzoll zu erreichen.